# Monfréville
Monfréville é uma comuna francesa na região administrativa da Normandia, no departamento Calvados. Estende-se por uma área de 7,29 km². Em 2010 a comuna tinha 92 habitantes (densidade: 12,6 hab./km²).